# سلوك (الرقة)
سلوك بلدة عربية سورية ومركز ناحية سلوك في منطقة تل أبيض التابعة لمحافظة الرقة في شمال سوريا. سكان المدينة عرب.
خلال الحرب الأهلية السورية في عام 2015، طردت الميليشيات الكردية مواطني المدينة كافة البالغ عددهم 35 ألفا من المدينة ولم تسمح سوى لعشرة آلاف منهم بالعودة.

## لمحة تاريخية

### في العصور الوسطى
كانت بلدة سلوك واحدة من المُدن السورية التي أشار إليها الجغرافي المسلم ياقوت الحموي في كتابه «معجم البلدان» الذي ألفه في أوائل القرن الثالث عشر أثناء الحكم الأيوبي للمنطقة.

### خلال الحرب الأهلية السورية
سيطرت وحدات حماية الشعب الكردية على بلدة سلوك في يونيو (حزيران) 2015 خلال معركة عين عيسى وفي سياق محاولتها لتحرير مدينة تل أبيض من أيدي مقاتلي تنظيم الدولة الإسلامية (داعش) الذين استولوا على المدينة في وقت سابق. اتُهمت قوات وحدات حماية الشعب الكردية فيما بعد بطرد جميع سكان البلدة، والبالغ عددهم 35.000 شخصًا، على أنها سمحت بعد ذلك لنحو 10.000 منهم فقط بالعودة، كما اتهمت منظمة العفو الدولية وحدات حماية الشعب بتدمير القرى المجاورة للبلدة، والتطهير العرقي للعرب المقيمين فيها. وقد استنكرت وحدات حماية الشعب جميع ما جاء في تقرير منظمة العفو الدولية، ووصفوه بأنه متحيز وغير مهني ومسيّس لأنه لم يشر إلى انتهاكات حقوق الإنسان التي ارتكبها تنظيم الدولة الإسلامية في المنطقة.
في 27 فبراير (شباط) 2016، هاجم مقاتلو الدولة الإسلامية كل من بلدة سلوك وقرية حمام التركمان ومدينة تل أبيض. لم تكن هذه البلدات آنذاك تقع مباشرة على جبهة الأراضي التي يسيطر عليها داعش، وتمكن مقاتلو التنظيم من طرد وحدات حماية الشعب الكردية منها عقب الهجوم المفاجئ الذي شنه التنظيم على بلدتي سلوك وحمام التركمان. وسرعان ما تمكنت قوات الأمن الكردية من تطويق المهاجمين واستعادت السيطرة على القرى في 3 مارس (أذار) 2016. وبحسب تقارير المرصد السوري لحقوق الإنسان، فقد قُتل 70 مقاتلًا من تنظيم الدولة الإسلامية و20 مقاتلًا كردياً خلال هذه الاشتباكات. كان مقاتلو داعش قد أعدموا 15 مدنيًا بتهمة رفض التعاون مع التنظيم ومساعدة وحدات حماية الشعب قبل يوم واحد من نجاح وحدات حماية الشعب الكردية في استعادة السيطرة على البلدات. فيما بعد، اتهم المتحدث باسم وحدات حماية الشعب الكردية، ريدور خليل، تركيا بدعم الإرهابيين حيث تسلل بعضهم عبر الحدود التركية إلى الشمال من سوريا، في حين نفت تركيا هذه الاتهامات. سيطرت تركيا والجيش الوطني السوري في وقت لاحق على بلدة سلوك خلال الهجوم التركي على المنطقة الواقعة في شمال شرق سوريا في أكتوبر (تشرين الأول) 2019.